# دومینو (کمیک)
دومینو (به انگلیسی: Domino) با نام اصلی نینا ثورمن، یک شخصیت خیالی در کتاب‌های کامیک منتشر شده توسط مارول کامیکس است، که اغلب به عنوان یکی از اعضاء تیم اکس-فورس، زیر مجموعه مردان ایکس به شمار می‌رود. شخصیت دومینو توسط نویسنده فابیان نیکیزا و طراح راب لایفلد خلق شده‌است که برای اولین بار در شمارهٔ ۸ اکس-فورس (مارس ۱۹۹۲) حضور پیدا کرد. او در ابتدا به عنوان شخصیت ابرقهرمان به تصویر کشیده شد، ولی بعدها به عنوان یک شخصیت ضدقهرمان تبدیل شد. او همراه با ددپول مزدوری می کند.
دومینو جهش‌یافته، مزدور و تیراندازی ماهر است که دارای توانایی بکارگیری احتمالات به نفع خود است که به او شانسی باورنکردنی می‌دهد. او اغلب از مهارت‌های خود به عنوان یک مزدور بهره می‌برد، اما همچنین همکار و معشوقه شخصیت کیبل، ستوان گروه نظامی اکس-فورس و یکی از اعضای مردان اکس است. زازی بیتز نقش این شخصیت را در فیلم ددپول ۲ (۲۰۱۸) ایفا کرده‌است.